# Juan Alfredo Oropeza Garnica
Juan Alfredo Oropeza Garnica es un militar mexicano con grado de general que creó el FX-05 Xiuhcoatl junto con el general José Antonio Íztiga Landeros.
El Fusil FX-05 fue creado por la Industria Militar Mexicana, en ese entonces a cargo del general Juan Alfredo Oropeza Garnica quién dirigió las órdenes para su creación y quien oficialmente presentó el fusil en el desfile militar del 16 de septiembre de 2006. El FX-05 actualmente está en operaciones por los cuerpos especiales del ejército como lo son las Fuerzas Especiales, Fusileros Paracaidistas y el Grupo Aeromóvil de Fuerzas Especiales.
Desempeñó el cargo de comandante de la VIII Región Militar en Ixcotel, Oaxaca.